# وردیج
وردیج، روستایی از توابع بخش کن شهرستان تهران در استان تهران ایران است.

## جمعیت
این روستا در دهستان سولقان قرار دارد و براساس سرشماری مرکز آمار ایران در سال ۱۳۹۵، جمعیت آن ۷۷۸ نفر (۲۷۱خانوار) بوده‌است.